# Вила Ређиналдо (Перуђа)
Вила Ређиналдо је насеље у Италији у округу Перуђа, региону Умбрија.
Према процени из 2011. у насељу је живело 28 становника. Насеље се налази на надморској висини од 380 м.